# Semiothisa proditaria
Semiothisa proditaria är en fjärilsart som beskrevs av Bremer 1864. Semiothisa proditaria ingår i släktet Semiothisa och familjen mätare. Inga underarter finns listade i Catalogue of Life.